# Vîșcea Dubecinea, Vîșhorod
Vîșcea Dubecinea (în ucraineană Вища Дубечня) este o comună în raionul Vîșhorod, regiunea Kiev, Ucraina, formată numai din satul de reședință.

## Demografie
Componența lingvistică a comunei Vîșcea Dubecinea
     Ucraineană (98,68%)
     Rusă (1,32%)
Conform recensământului din 2001, majoritatea populației comunei Vîșcea Dubecinea era vorbitoare de ucraineană (98,68%), existând în minoritate și vorbitori de rusă (1,32%).

## Galerie

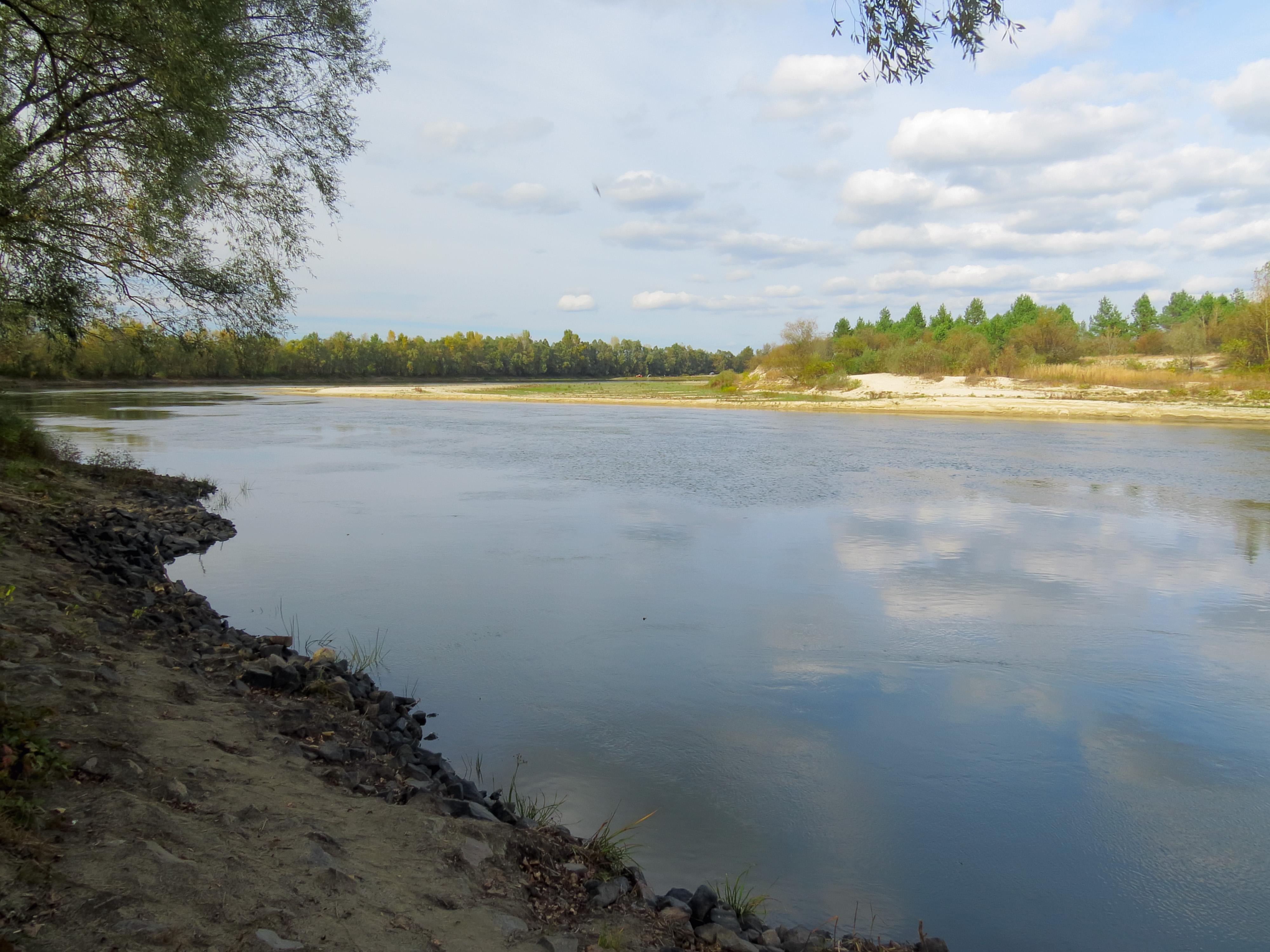
Râul Desna lângă sat
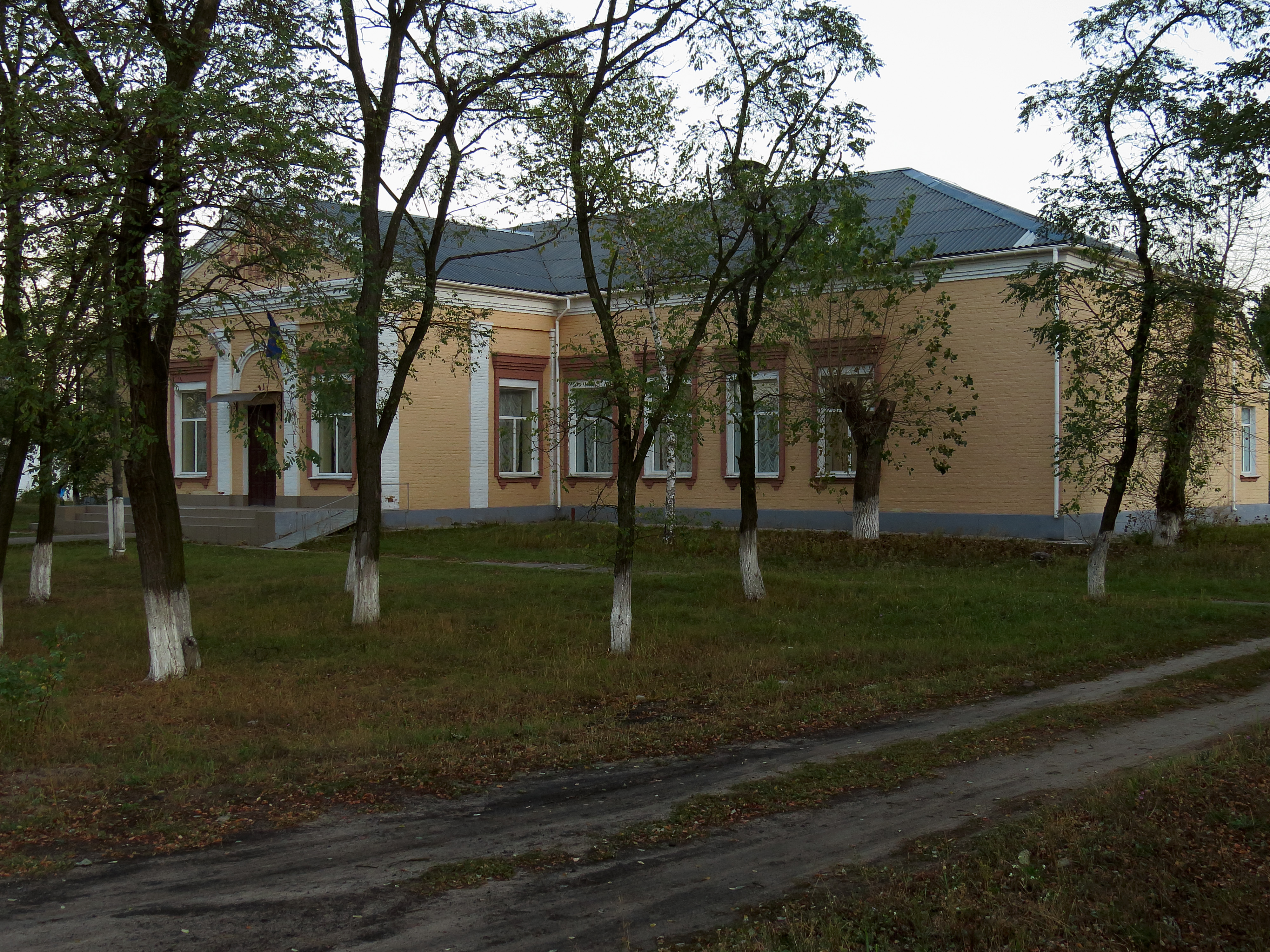
Clubul satului
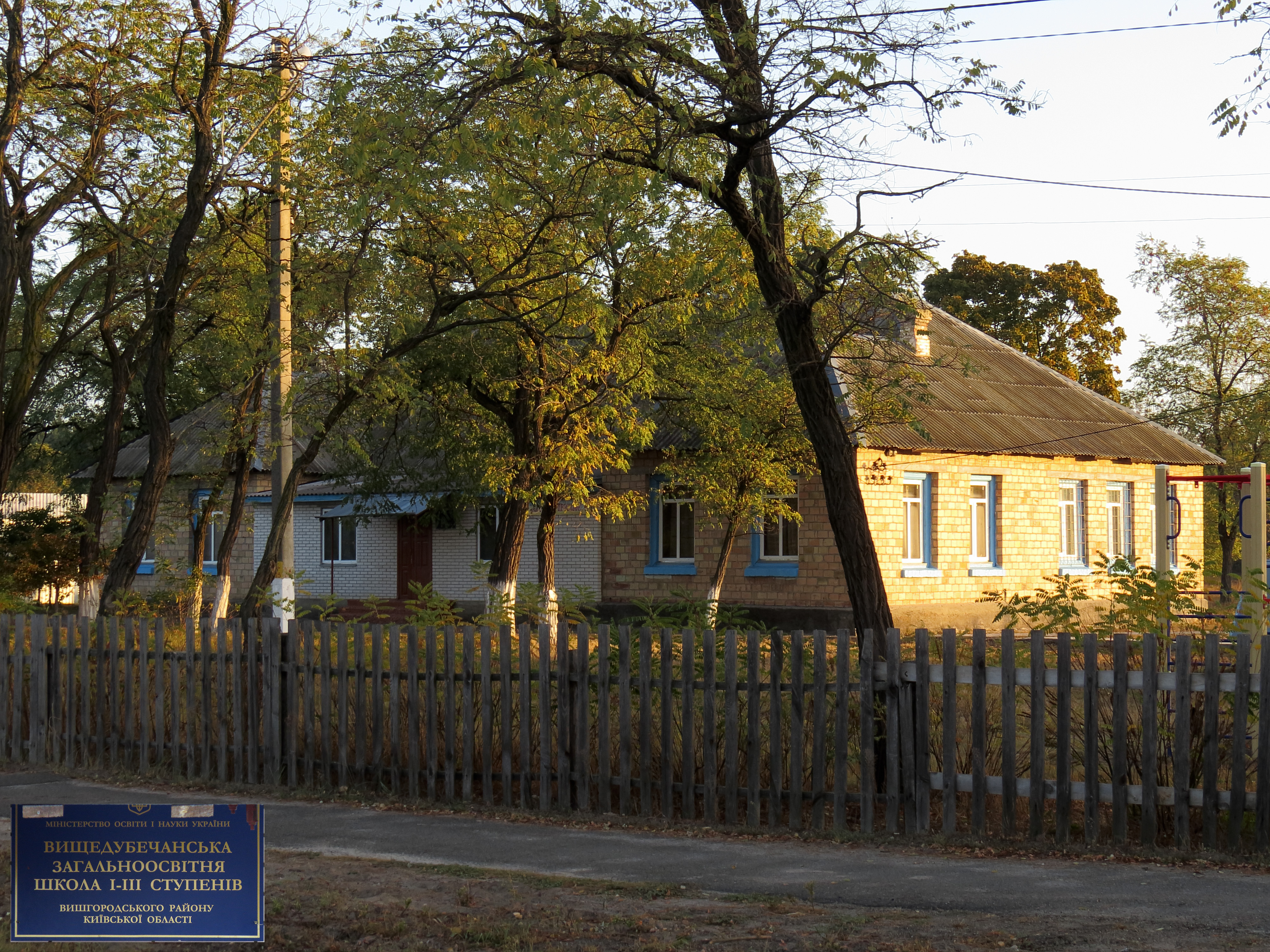
Clădirea școlii nouă
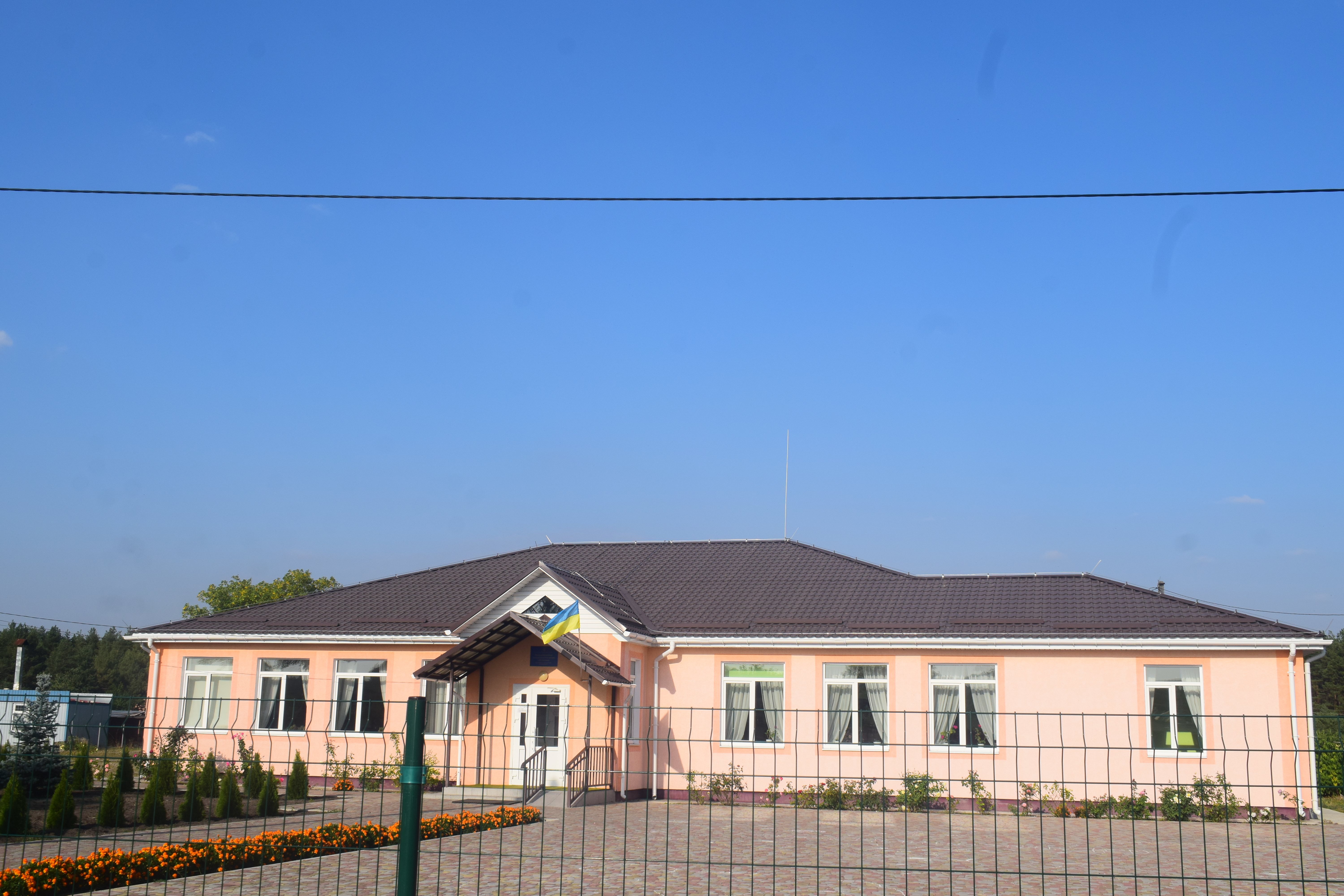
Clădirea școlii vechi
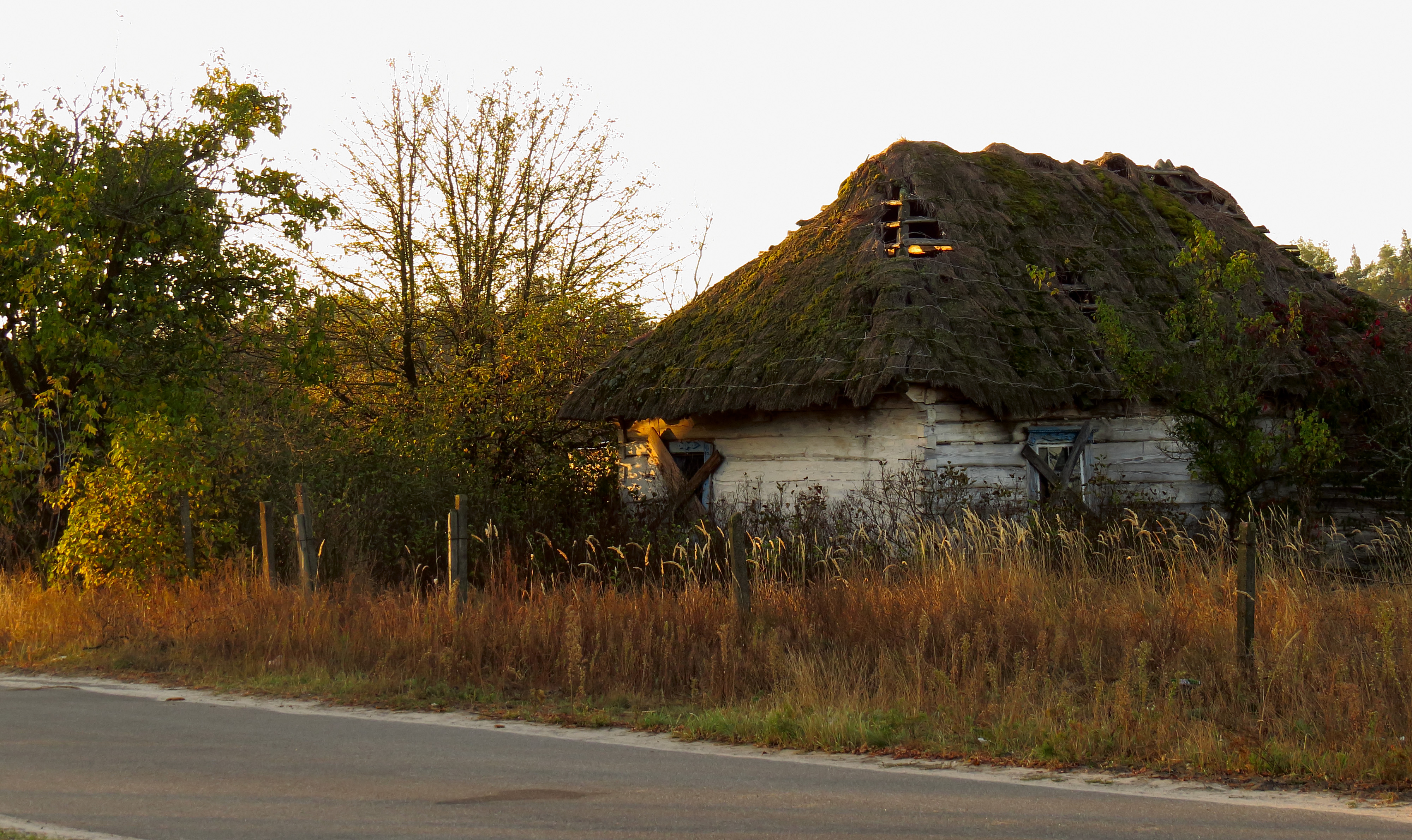
Casa parasita
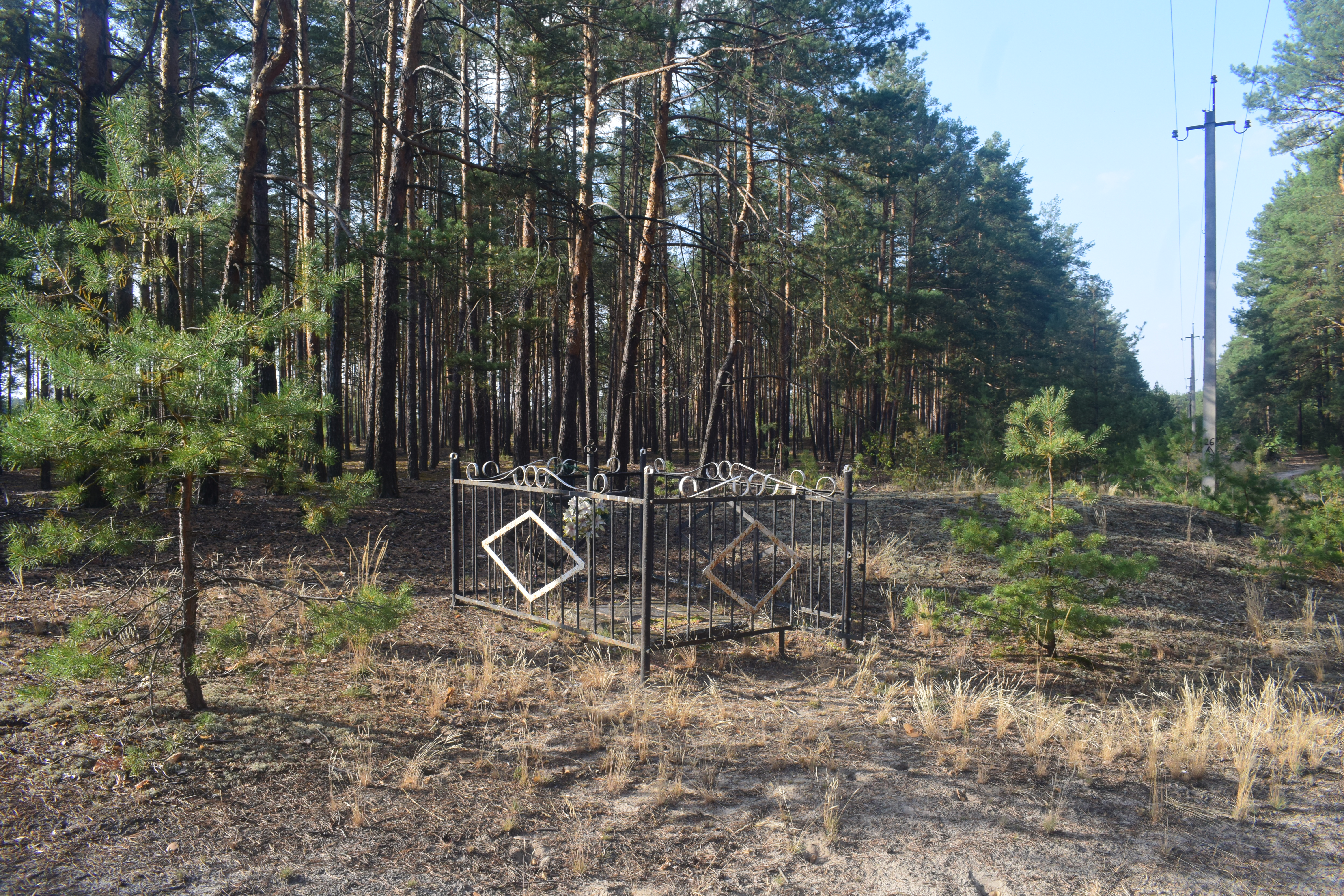
Mormântul unui soldat în pădure
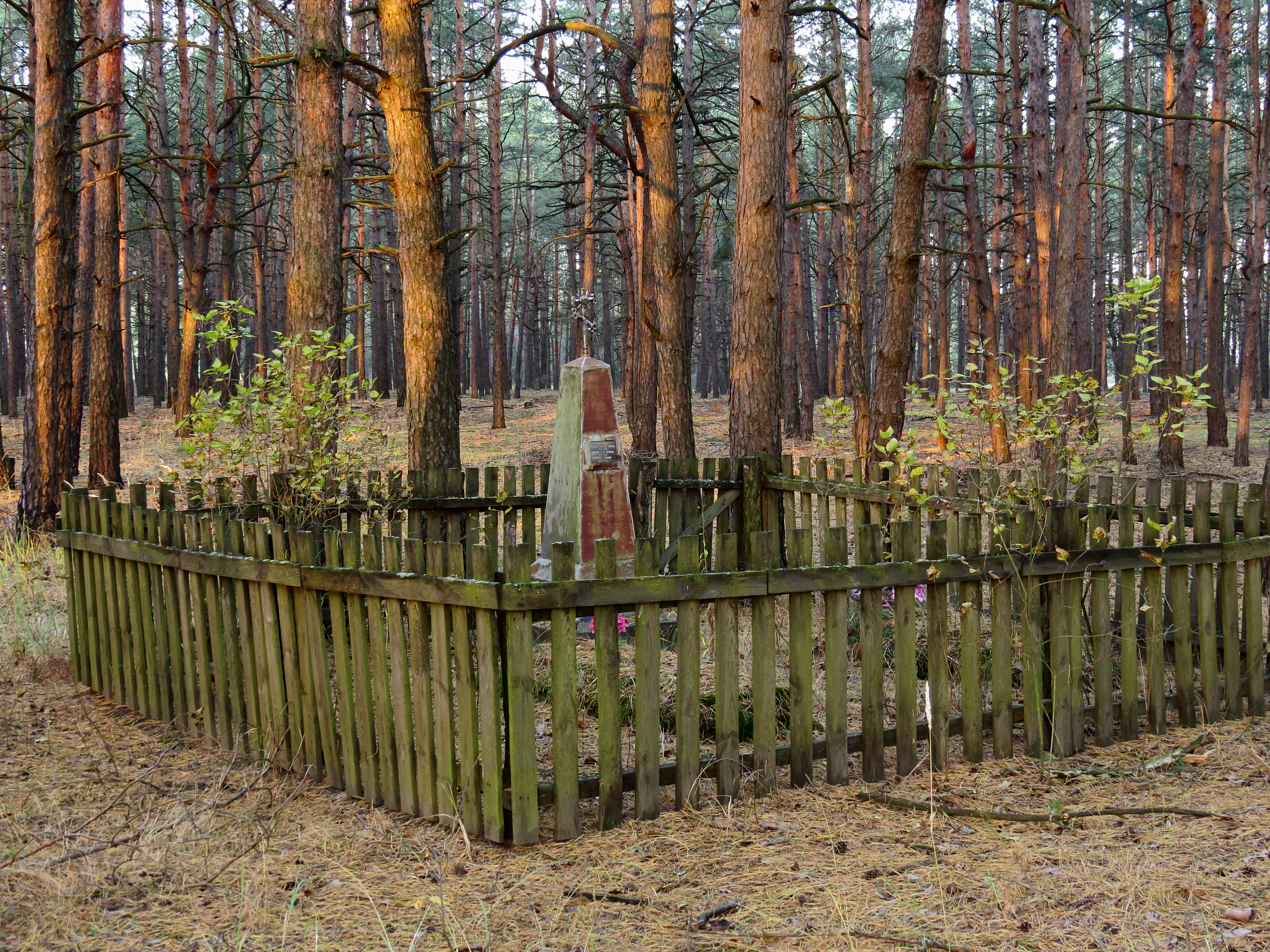
Mormântul victimelor naziste în pădure
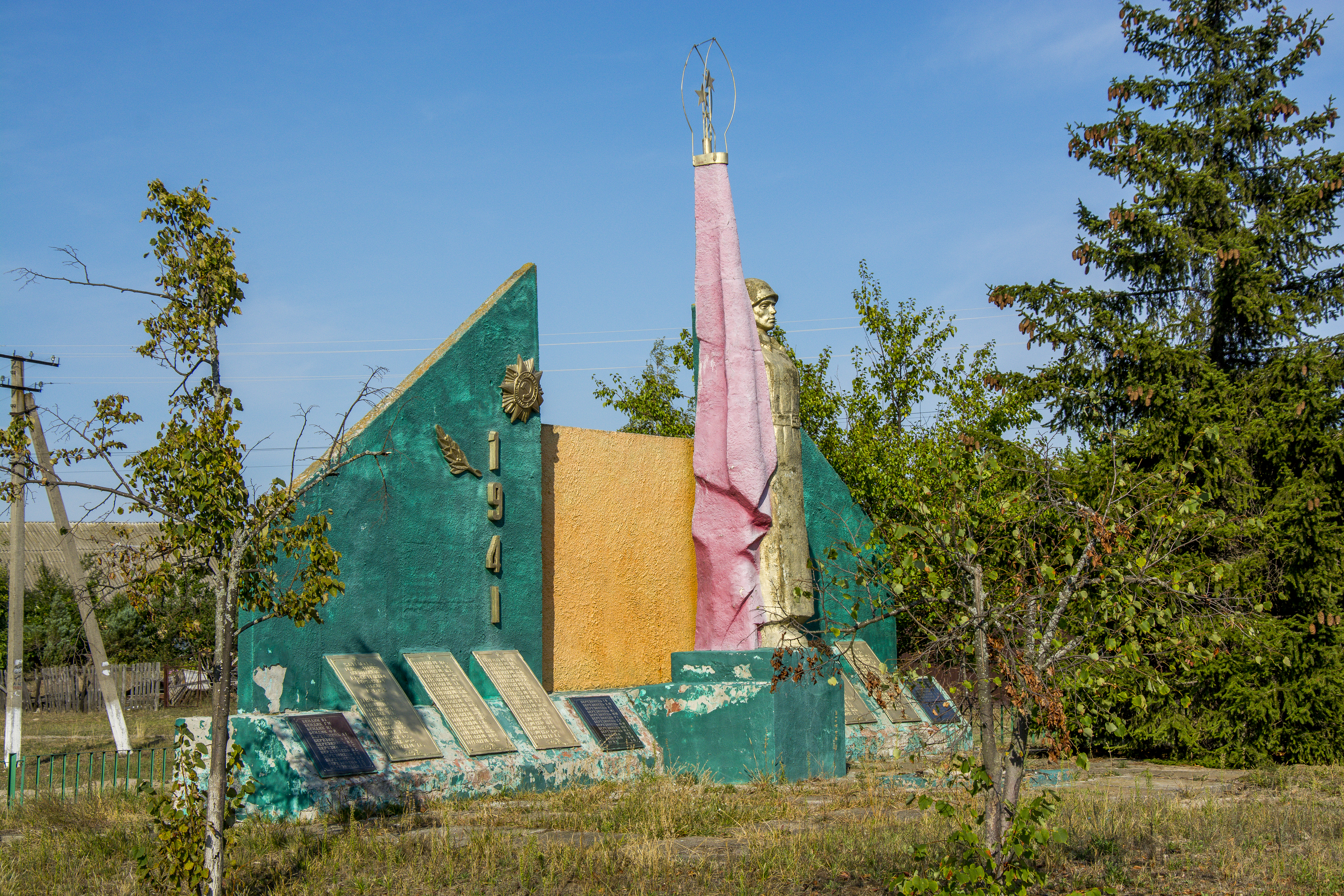
Mormânt comun în sat